# Ханкусъярви
Ханкусъярви (Ханкус-ярви) — пресноводное озеро на территории Кестеньгского сельского поселения Лоухского района Республики Карелии.

## Общие сведения
Площадь озера — 1,8 км². Располагается на высоте 138,2 метров над уровнем моря.
Форма озера лопастная, продолговатая: оно почти на пять километров вытянуто с юго-запада на северо-восток и более чем на пять километров — с северо-запада на юго-восток. Берега изрезанные, каменисто-песчаные, преимущественно возвышенные, скалистые.
Из юго-западной оконечности озера вытекает река Невга, протекающая через Невгозеро и впадающая в реку Ковду, впадающую, в свою очередь, в Белое море.
В озере расположено не менее восьми небольших безымянных островов, рассредоточенных по всей площади водоёма.
К западу от озера проходит автодорога местного значения.
Населённые пункты вблизи водоёма отсутствуют.
Код объекта в государственном водном реестре — 02020000511102000000932.